# پریش رد ریور (لوئیزیانا)
رد ریور پریش (به انگلیسی: Red River Parish) یک قصبه در ایالات متحده آمریکا است که در لوئیزیانا واقع شده‌است.

## خصوصیات
رد ریور پریش ۱٬۰۴۱٫۱۸ کیلومترمربع مساحت دارد.